# Bröderna Russo
Anthony och Joe Russo, födda i februari 1970 och i juli 1971, är två amerikanska filmregissörer, filmproducenter, manusförfattare och skådespelare. Under 2004 vann de en Emmy för pilotavsnittet av komediserien Arrested Development.

## Karriär
Bröderna växte upp i Cleveland, Ohio och studerade vid Benedictine High School. De tog examen från Case Western Reserve University. Deras första film var Pieces. Därefter kom komedifilmen Welcome to Collinwood med George Clooney som producent. Russo bröderna regisserade sedan pilotavsnittet av Lucky och Arrested Development. År 2006 släpptes filmen Du, jag och Dupree som har Owen Wilson i huvudrollen. Under 2012 blev det klart att Russo bröderna skulle regissera Captain America: The Winter Soldier. Filmen hade svenskpremiär i mars 2014 och blev en global succé. De regisserade sen uppföljaren Captain America: Civil War och de två uppföljande Avengers-filmerna Infinity War och Endgame, som även de blev globala succéer.

## Filmografi (i urval)
| 1997      | Pieces                              | Ja       | Ja | Ja | Ja       | Ja (Joe) |
| 2002      | Welcome to Collinwood               | Ja       |    | Ja |          |          |
| 2003      | Lucky (TV-serie)                    | Ja       |    |    |          |          |
| 2003–2005 | Arrested Development (TV-serie)     | Ja       |    | Ja |          |          |
| 2004–2005 | LAX (TV-serie)                      | Ja       |    | Ja |          |          |
| 2006–2007 | What About Brian (TV-serie)         | Ja       |    | Ja |          |          |
| 2006      | Du, jag och Dupree                  | Ja       |    |    |          |          |
| 2007      | Crashing                            |          |    | Ja |          |          |
| 2007–2008 | Carpoolers (TV-serie)               | Ja       |    | Ja |          |          |
| 2009      | Community (TV-serie)                | Ja       |    | Ja |          |          |
| 2010      | Running Wilde (TV-serie)            | Ja       |    | Ja |          |          |
| 2011–2012 | Happy Endings (TV-serie)            | Ja       |    | Ja |          |          |
| 2011–2012 | Up All Night (TV-serie)             | Ja (Joe) |    |    |          |          |
| 2012      | Animal Practice (TV-serie)          | Ja       |    | Ja |          |          |
| 2014      | Captain America: The Winter Soldier | Ja       |    |    |          | Ja (Joe) |
| 2014      | A Merry Friggin' Christmas          |          |    | Ja |          |          |
| 2016      | Captain America: Civil War          | Ja       |    |    |          | Ja (Joe) |
| 2018      | Avengers: Infinity War              | Ja       |    |    |          | Ja (Joe) |
| 2019      | Avengers: Endgame                   | Ja       |    |    |          | Ja (Joe) |
| 2019      | 21 Bridges                          |          | Ja |    |          |          |
| 2020      | Extraction                          |          | Ja |    | Ja (Joe) |          |
| 2021      | Cherry                              | Ja       | Ja |    |          | Ja (Joe) |
| 2022      | The Gray Man                        | Ja       | Ja |    | Ja (Joe) | Ja (Joe) |
| 2023      | Extraction 2                        |          | Ja |    | Ja (Joe) |          |
| 2023      | Citadel (TV-serie)                  |          |    | Ja |          |          |
| 2025      | Passagen                            | Ja       | Ja |    |          |          |
| 2026      | Avengers: Doomsday                  | Ja       | Ja |    |          |          |